# Floris I (graaf)
Floris I (ca. 1025 - Nederhemert, 28 juni 1061) was een Friese graaf (comes Fresonum) die van 1049 tot 1061 het bewind voerde over de gebieden die later bekend zouden worden als het graafschap Holland. Hij volgde zijn broer Dirk IV op na diens dood in 1049.

## Geschiedenis
Graaf Dirk IV, de broer van Floris, werd gedood door een leger van de bisschoppen van Utrecht, Metz en Luik. Dirk was kinderloos en zijn jongere broer was erfgenaam, maar moest aanvankelijk vluchten. Toen Floris eenmaal tot graaf was benoemd bleef de relatie met de keizer en de bisschoppen slecht. Floris raakte in conflict met de keizer over de tol op de Merwede (vermoedelijk bij Vlaardingen, dus stroomafwaarts van de huidige Merwede). Bovendien probeerde hij zijn bezit in het rivierenland uit te breiden en kwam daardoor in conflict met bisschop Willem van Cuijk. Regentes Agnes gaf in 1058 bisschop Willem van Cuijk van Utrecht, Hendrik II van Leuven, Wichard van Gelder, Anno II aartsbisschop van Keulen, Diederik bisschop van Luik en Egbert I van Meißen, de markgraaf van Friesland (Friesland en Groningen), opdracht om Floris tot de orde te roepen. De eerste echte slag werd in 1061 uitgevochten bij Oudheusden. Het Friese leger van Floris was zwaar in de minderheid en had daarom het slagveld met grote aantallen valkuilen voorbereid. Zo raakten zijn tegenstanders in grote verwarring en werd een groot aantal direct al buiten gevecht gesteld. Floris wist daarna de slag eenvoudig te winnen. De volgende slag vond op 28 juni 1061 plaats bij Nederhemert. Floris viel de troepen van Keulen, Brunswijk en Cuijk aan en wist ze snel te verjagen. De Friezen gingen vervolgens rusten in de schaduw van de bomen langs de Maas. Herman van Cuijk, burggraaf van Utrecht, hergroepeerde zijn troepen en overviel het nietsvermoedende leger. Floris werd samen met honderden van zijn mannen gedood.
Floris is oorspronkelijk begraven in de eerste abdij van Egmond. Hij ligt nu na opgraving in het nieuwe mausoleum in de in 1935 herstichte Abdij van Egmond - hoewel eraan wordt getwijfeld of het in 1935 gevonden skelet wel van Floris was.
Floris trouwde met Geertruida van Saksen. Zij was de dochter van Bernhard II, hertog van Saksen, en Eilika van Schweinfurt. Hun kinderen waren:
- Dirk V (1054 - 1091)
- Floris, jong overleden te Luik, waar hij mogelijk naartoe was gestuurd voor zijn opvoeding
- Bertha van Holland (ca. 1058 - 1094), gehuwd met Filips I van Frankrijk
- mogelijk Adelheid (1045 - 1085), gehuwd met Boudewijn I van Guînes

## Voorouders
| Voorouders van Floris I | Voorouders van Floris I                                                | Voorouders van Floris I                                                | Voorouders van Floris I                                                  | Voorouders van Floris I                                                  | Voorouders van Floris I                         | Voorouders van Floris I                         | Voorouders van Floris I                         | Voorouders van Floris I                         |
| ----------------------- | ---------------------------------------------------------------------- | ---------------------------------------------------------------------- | ------------------------------------------------------------------------ | ------------------------------------------------------------------------ | ----------------------------------------------- | ----------------------------------------------- | ----------------------------------------------- | ----------------------------------------------- |
| Overgrootouders         | Dirk II (932 - 988) ∞ 948 Hildegard van Vlaanderen (936 - 990)         | Dirk II (932 - 988) ∞ 948 Hildegard van Vlaanderen (936 - 990)         | Siegfried van Luxemburg (922 - 998) ∞ 950 Hedwig van Nordgau (937 - 993) | Siegfried van Luxemburg (922 - 998) ∞ 950 Hedwig van Nordgau (937 - 993) | ? (-) ∞ ? (-)                                   | ? (-) ∞ ? (-)                                   | ? (-) ∞ ? (-)                                   | ? (-) ∞ ? (-)                                   |
| Grootouders             | Arnulf van Gent (951 - 993) ∞ 980 Lutgardis van Luxemburg (960 - 1005) | Arnulf van Gent (951 - 993) ∞ 980 Lutgardis van Luxemburg (960 - 1005) | Arnulf van Gent (951 - 993) ∞ 980 Lutgardis van Luxemburg (960 - 1005)   | Arnulf van Gent (951 - 993) ∞ 980 Lutgardis van Luxemburg (960 - 1005)   | ? (-) ∞ ? (-)                                   | ? (-) ∞ ? (-)                                   | ? (-) ∞ ? (-)                                   | ? (-) ∞ ? (-)                                   |
| Ouders                  | Dirk III (982 - 1039) ∞ Othelhilde (985 - 1044)                        | Dirk III (982 - 1039) ∞ Othelhilde (985 - 1044)                        | Dirk III (982 - 1039) ∞ Othelhilde (985 - 1044)                          | Dirk III (982 - 1039) ∞ Othelhilde (985 - 1044)                          | Dirk III (982 - 1039) ∞ Othelhilde (985 - 1044) | Dirk III (982 - 1039) ∞ Othelhilde (985 - 1044) | Dirk III (982 - 1039) ∞ Othelhilde (985 - 1044) | Dirk III (982 - 1039) ∞ Othelhilde (985 - 1044) |
| Floris I (1025 - 1061)  |                                                                        |                                                                        |                                                                          |                                                                          |                                                 |                                                 |                                                 |                                                 |